# Vestins

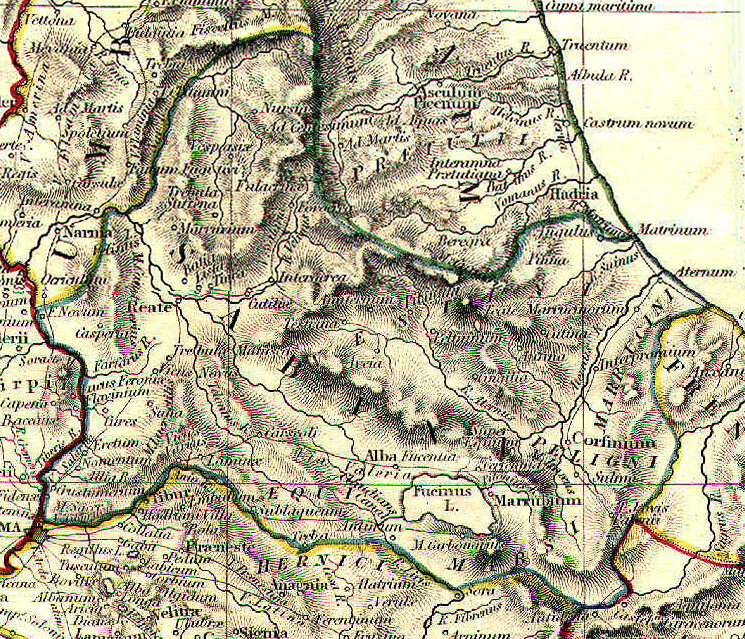
Mapa de Sabínia, els vestins habitaven al nord d'aquest territori.

Els vestins (en llatí vestini) foren un poble del centre de la península Itàlica, el seu territori s'estenia des de la costa de la mar Adriàtica fins a les muntanyes on neix el riu Aternus. Després de ser derrotats en la guerra samnita, van entrar en aliança amb Roma el 302 aC, mantenint una relativa independència. L'idioma que parlaven, un dialecte del grup oscà, va sobreviure fins a mitjan segle ii, com es pot veure en les monedes encunyades per ells.

## Nom
Es creu que la paraula Vestini derivaria d'una divinitat a la qual adorava aquest poble, que podria ser Vesta, també venerada per altres tribus itàliques entre les quals estan els romans, o el déu del riu del riu Vestico.
Segons una altra hipòtesi, la paraula vestins estaria formada per la veu celta "Ves" («riu, aigua») i de "Tin" («territori») per tant voldria dir «territori de les aigües», cosa que coincideix amb el lloc que ocupaven, especialment ric en fonts i cursos d'aigua.

## Territori
Limitaven a l'oest amb Sabínia i les muntanyes que els separaven dels eques i els marsis; el límit pel sud i sud-est fou el riu Aternus; i a l'est limitava amb els pelignes i els marruquins, i amb la costa de la mar Adriàtica (entre la boca de l'Aternus i el riu Matrinus uns 10 km); el límit nord era el riu Matrinus, que els separava dels pretutis, i el Mont Corno (Gran Sasso), el cim més alt dels Apenins.
Al seu territori hi havia les ciutats de: Pinna (Civita di Penne), Angulus (Civita S Angelo), Aternum (a la boca del riu del mateix nom, avui la ciutat de Pescara), Peltuinum (Ansedonia), Aveia (Fossa), Pitinum (Torre di Pitino), Furconium (Civita di Bagno), Prifernum (prop de l'actual Assergio), Aufina (Ofena), Cutina (desconeguda, podria ser Civita Aquana) i Cingila o Cinglia (desconeguda podria ser Civita Retenga).
Es conserva una estàtua anomenada el guerrer de Capestrano per haver-la trobat en aquesta ciutat, datada del segle VI aC, que representa un antic rei de la tribu dels vestins, Naevius Pompuledius, feta per l'escultor Aninis.

## Relació amb Roma
segle IV aC
Se suposa que els vestins foren d'origen sabí. La seva primera menció a la història fou el 324 aC quant es van aliar als samnites contra Roma i demanaren als marruquins, pelignes i marsis que s'uniren a l'aliança, cosa que no van fer. Els vestins no van poder resistir als romans, foren derrotats i dispersats pel cònsol Deci Juni Brut, refugiant-se a les ciutats fortificades entre elles Cutina i Cingila, que foren preses per assalt.
No tornen a aparèixer fins al 301 aC en què van fer un tractat amb Roma, aliança que fou prou avantatjosa pels vestins, que des de llavors foren fidels aliats de Roma. El 225 aC són esmentats entre els aliats de Roma per Polibi junt amb els marsis, marruquins i frentans i aportaven en conjunt vint mil infants i quatre mil cavallers.
segle III aC
La romanització dels vestins fou un procés gradual. Després del tractat abans esmentat les ciutats d'Aveia i Peltuinum foren annexades a la República Romana.
En aquesta època van combatre en suport dels romans en la Segona Guerra Púnica. El 225 aC van participar en un contingent de cavalleria de quatre mil homes format també per marruquins, frentans i marsis.
segle II-I aC
En la guerra social (90 aC) en què junt amb els marsis, el pelignes i els picentins es van declarar en rebel·lia contra Roma, per demanar la ciutadania romana que els havia estat denegada. Aquest exèrcit estava dividit en dues seccions i a la qual pertanyien els vestins estava comandada per Gai Pontidi. Foren derrotats al final de la guerra una mica més aviat que altres aliats.
Més tard van rebre la ciutadania romana, i encara que confosos amb els ciutadans romans, van subsistir com a tribu separada tal com testifiquen les inscripcions; van ser inclosos en la tribu romana Quirina i el seu territori formà part de la quarta regió d'Itàlia creada per August, però després el territori es va dividir en dos parts: una a la costa unida al Picé i l'altra a l'interior)a la província Valèria.
Durant l'imperi encara conservaven costums rústics i bel·licosos i eren caçadors. La part interior produïa pastures molt bones i es fabricava un formatge molt apreciat a Roma.